# Lužany (Slowakei)
Lužany (bis 1948 slowakisch „Šarluhy“ – bis 1927 „Šarlužky“ oder „Šarlužka“; ungarisch Sarlóska – bis 1907 Sarluska) ist eine slowakische Gemeinde im Okres Topoľčany und im Nitriansky kraj mit 224 Einwohnern (Stand 31. Dezember 2024).

## Geographie
Die Gemeinde befindet sich im mittleren Teil des Hügellands Nitrianska pahorkatina am Mittellauf des Baches Hlavinka im Einzugsgebiet der Radošinka. Das Ortszentrum liegt auf einer Höhe von 170 m n.m. und ist 14 Kilometer von Topoľčany entfernt.
Nachbargemeinden sind Krtovce im Norden, Hajná Nová Ves im Nordosten, Horné Obdokovce (Hauptort und Ortsteil Obsolovce) im Osten und Süden und Veľké Ripňany (Hauptort und Ortsteil Behynce) im Westen.

## Geschichte
Das Gemeindegebiet von Lužany beherbergte archäologischen Funden zufolge eine Grabstätte der Neutraer Kultur in der Altbronzezeit sowie ein Hügelgrab der Velatice-Kultur in der Spätbronzezeit.
Lužany wurde zum ersten Mal 1399 als Sarlow schriftlich erwähnt und war bis zum 16. Jahrhundert Gut des Neutraer Kapitels und danach Besitz der Familie Berényi. 1598 wurde der Ort von den Türken niedergebrannt. 1715 gab es acht Haushalte, 1787 hatte die Ortschaft 18 Häuser und 144 Einwohner, 1828 zählte man 12 Häuser und 156 Einwohner, die als Landwirte beschäftigt waren. Ab dem Jahr 1877 besaßen die Familien Stummer und Leonhard Güter im Ort.
Bis 1918 gehörte der im Komitat Neutra liegende Ort zum Königreich Ungarn und kam danach zur Tschechoslowakei beziehungsweise heute Slowakei.

## Bevölkerung
| Jahr                | 1994 | 2004    | 2014    | 2024     |
| ------------------- | ---- | ------- | ------- | -------- |
| Anzahl der Personen | 205  | 203     | 199     | 224      |
| Unterschied         |      | −0,97 % | −1,97 % | +12,56 % |

| Jahr                | 2023 | 2024    |
| ------------------- | ---- | ------- |
| Anzahl der Personen | 221  | 224     |
| Unterschied         |      | +1,35 % |

Gemäß der Volkszählung 2011 wohnten in Lužany 203 Einwohner, davon 202 Slowaken und ein Mährer.
198 Einwohner bekannten sich zur römisch-katholischen Kirche. Zwei Einwohner waren konfessionslos und bei drei Einwohnern wurde die Konfession nicht ermittelt.

## Bauwerke und Denkmäler
- römisch-katholische Kirche Mariä Geburt aus dem Jahr 1938